# Schizachyrium scintillans
Schizachyrium scintillans är en gräsart som beskrevs av Otto Stapf. Schizachyrium scintillans ingår i släktet Schizachyrium och familjen gräs. Inga underarter finns listade i Catalogue of Life.